# José Reis Júnior
José António dos Reis Júnior GCM (Santa Maria, Lagos, 20 de Fevereiro de 1908 — Lisboa, 17 de Abril de 2012) foi um médico geriatra português. Foi pioneiro da Geriatria nacional e internacional. 

## Biografia

### Primeiros anos e formação
José António dos Reis Júnior nasceu na freguesia de Santa Maria, em Lagos, a 20 de Fevereiro de 1908, na antiga Rua de Santa Bárbara (posterior Rua Miguel Bombarda), num edifício histórico onde depois foi instalada a Comissão Municipal dos Descobrimentos de Lagos. Era filho de José António dos Reis, um empreiteiro da construção civil natural de Portimão (freguesia de Alvor), e de Maria João Baptista, uma professora do ensino primário natural de Vila do Bispo (freguesia de Raposeira).
Frequentou a escola primária até 1918. Depois foi aprendiz na farmácia da Igreja do Compromisso Marítimo dos 11 aos 13 anos, e em seguida trabalhou no notariado de Lagos. Fez depois os estudos liceais, em Faro e em Beja, tendo sido em grande parte um autodidacta. Em Novembro de 1927 foi para Lisboa, onde se integrou na Faculdade de Ciências de Lisboa, nos preparatórios do Curso de Medicina. Esteve depois na Faculdade de Medicina da Universidade de Lisboa, onde se licenciou em medicina e cirurgia em 1934.
A 10 de dezembro de 1945, casou na igreja paroquial de Nossa Senhora da Ajuda, em Lisboa, com Maria Rosa Ramos da Silva (Beato, Lisboa, c. 1925), filha de Pedro Fernandes da Silva, natural de Serpa (freguesia de Vila Verde de Ficalho), e de Ana da Silva Ramos, natural de Portimão.
Em 1951, concluiu o curso de geriatria na Universidade de Columbia, nos Estados Unidos da América.

### Carreira profissional
Entre 1935 e 1995 fez clínica geral, e em 1950 iniciou a sua carreira em clínica geriátrica privada. De 1936 a 1939, exerceu como interno de medicina nos hospitais civis de Lisboa.
Foi um dos fundadores da Associação Internacional de Gerontologia, no Âmbito do I Congresso Internacional de 1950, em Liège, tendo sido membro até 1989. Participou e apresentou trabalhos em diversos congressos mundiais daquela organização. Foi igualmente um dos fundadores da Sociedade Portuguesa de Geriatria e Gerontologia, organismo onde esteve integrado desde 1951 até 1992, como presidente e depois como presidente honorário. Também fez parte da Academia de Ciências de Nova Iorque, Associação Americana para o Avanço da Ciência, Sociedade Americana contra o Cancro, Real Academia de Medicina e Cirurgia da Galiza, Sociedade Americana de Gerontologia, e a Fundação Espanhola de Geriatria e Gerontologia. Também organizou e foi presidente em vários congressos e jornadas sobre geriatria e outras áreas da medicina.
Em 1958, fundou a Citécnica - organização para o progresso da ciência e da tecnologia. Também fez parte do conselho científico de diversos periódicos sobre geriatria, em Portugal e no estrangeiro, tendo sido um dos pioneiros do jornalismo médico desde 1958. Em 1971 criou e foi director do jornal semanal Notícias Médicas. Foi o autor do primeiro tratado sobre medicina geriátrica publicado na Península Ibérica e América Latina, Medicina Geriátrica: Prevenção, Tratamento e Reabilitação, que foi publicado em 1967, e reeditado em 1978 e 2002. Em 1994, escreveu a autobiogafia Uma Vida. Uma História. Um Século.
Desde 1992 que editou anuários originais sobre as áreas da saúde, medicamentos e medicina. Em 1995, criou o Prémio de Educação Dr. José Reis Júnior, que premiou os alunos com melhor classificações no 12.º ano das escolas secundárias de Lagos, e em 1998 instituiu a Fundação para a Educação e a Geriatria Dr. José Reis Jr.
Em 1980, foi um dos impulsionadores da formação médica contínua em Portugal, tendo feito parte da Associação Portuguesa de Formação Médica Contínua.

## Falecimento
José Reis Júnior faleceu em 17 de Abril de 2012, na cidade de Lisboa, tendo sido sepultado no Cemitério da Ajuda.

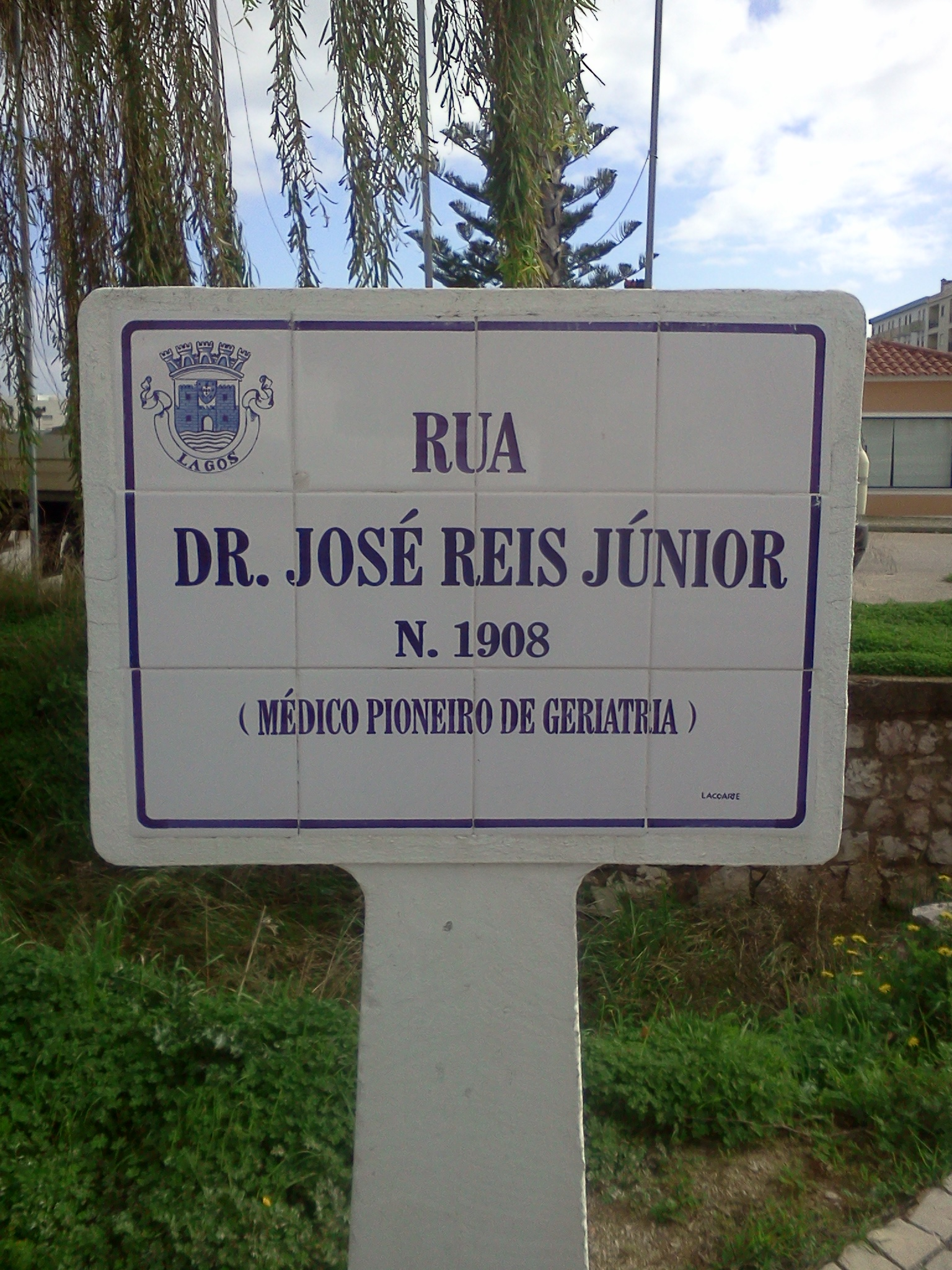
Placa toponímica da Rua Dr. José Reis Júnior, na cidade de Lagos.

## Distinções Honoríficas e homenagens
Recebeu vários prémios nacionais e internacionais na área da geriatria. Em 1994, recebeu o Prémio Nunes Corrêa - Verdades de Faria da Santa Casa da Misericórdia de Lisboa, e em 1998 a Medalha de Ouro de Serviços Distintos do Ministério da Saúde em 1998. Em 2005, foi distinguido pela Ordem dos Médicos, em Lisboa.
Em 1 de Outubro de 2008, foi homenageado com o grau de grã-cruz da Ordem do Mérito.
Em 1994, a Sociedade Portuguesa de Geriatria e Gerontologia fundou o Prémio de Geriatria Dr. José Reis Jr, de frequência bianual.
Em Fevereiro de 2008, foi homenageado pela Câmara Municipal de Lagos com um Louvor Público Municipal - Grau Ouro. A autarquia colocou o seu nome numa rua no concelho, em 23 de Agosto de 2008.